# 帰って来た女必殺拳
『帰って来た女必殺拳』（かえってきたおんなひっさつけん）は、1975年8月30日に公開された日本の映画。監督は山口和彦、主演は志穂美悦子。女必殺拳シリーズ第3作目。

## 概要
暗黒街の魔の手によって麻薬患者にされた幼友達を救い出すために、麻薬組織に挑むアクション映画。

## キャスト
- 李紅竜：志穂美悦子
- 湘秀麗：川崎あかね
- 采：早川明心
- 湘麗花：張美和
- 湘徳輝：千葉治郎
- 鮫洲：原田力
- 片平百合子：ミッチー・ラブ
- 不破：日尾孝司
- 王の側近： 土山登士幸
- 鎖鎌：久地明
- 土人：きくち英一
- 鉄球：佐藤晟也
- 巨漢：ウィリー・ドーシー
- 武芸者：斉藤一之
- シンシン：坂口正一
- スージー：白川望美
- 王の部下：高月忠
- 〃：亀山達也
- 梨花：小貫千恵子
- ボーイ：横山繁
- ：サリー・ポンチ
- 王の部下：畑中猛重
- ：佐川二郎
- ：村松美枝子
- チェン・リー：早川明心
- テムジン：ベンケイ藤倉
- ：ジャパン・アクション・クラブ
- 王龍明：山本麟一
- 蛇倉：石橋雅史
- 黒崎剛：倉田保昭

## スタッフ
- 企画：吉峰甲子夫
- 脚本：掛札昌裕、金子武郎
- 音楽：菊池俊輔
- 撮影：飯村雅彦
- 助監督：梶間俊一
- 監督補佐：深町秀煕
- 擬斗：日尾孝司
- 監督：山口和彦

## 同時上映
- トラック野郎 御意見無用
- 監督：鈴木則文
- 脚本：澤井信一郎、鈴木則文
- 出演：菅原文太、愛川欽也他

## 映像ソフト
| 発売日        | レーベル   | 規格 | 規格品番  | 備考 |
| ------------- | ---------- | ---- | --------- | ---- |
|               | 東映ビデオ | VHS  | TE-B092   |      |
| 2014年10月9日 | 東映ビデオ | DVD  | DUTD-2532 |      |